# Kochłówka
Potok Bielszowicki (pot. Kochłówka) – ciek wodny w południowej Polsce, w województwie śląskim. Przepływa przez Rudę Śląską oraz Zabrze.
Kochłówka ma swoje źródła przy granicy Chorzowa, dzielnicy Batory i Rudy Śląskiej, dzielnicy Kochłowice. Niedaleko znajduje się również granica Katowic. Przepływa w kierunku zachodnim przez dzielnice Rudy Śląskiej: Kochłowice, Bykowinę, Wirek i Bielszowice oraz przez Makoszowy, dzielnicę Zabrza. Potok Bielszowicki płynie w uregulowanym korycie, z wyjątkiem rejonu dawnej oczyszczalni ścieków w Wirku. Obecnie Kochłówka uchodzi do rzeki Kłodnicy jako jej prawostronny dopływ w 57 kilometrze. Do roku 1987 uchodziła do Kłodnicy w 56 km, co zapewniało odprowadzanie wód ze zlewni. W związku z prowadzoną eksploatacją górniczą już przed rokiem 1987 nastąpiła deformacja terenu, w wyniku której doszło do zakłócenia stosunków wodnych. Z uwagi na całkowite uniemożliwienie spływu wód z potoku do rzeki Kłodnicy przewidziano zmianę trasy dolnego odcinka potoku z wprowadzeniem go do Kłodnicy w kilometrze 57 na terenie miasta Zabrze. Jeszcze w latach sześćdziesiątych Kochłówka była na tyle czysta, że dla ludności okolicznej była miejscem wypoczynku. Rzeka tworzyła na tym odcinku szereg rozlewisk i stawów, w których można było się kąpać. Z biegiem czasu, w miarę rozwoju przemysłu, ciek ten został całkowicie zanieczyszczony i w takim stanie znajduje się do chwili obecnej.

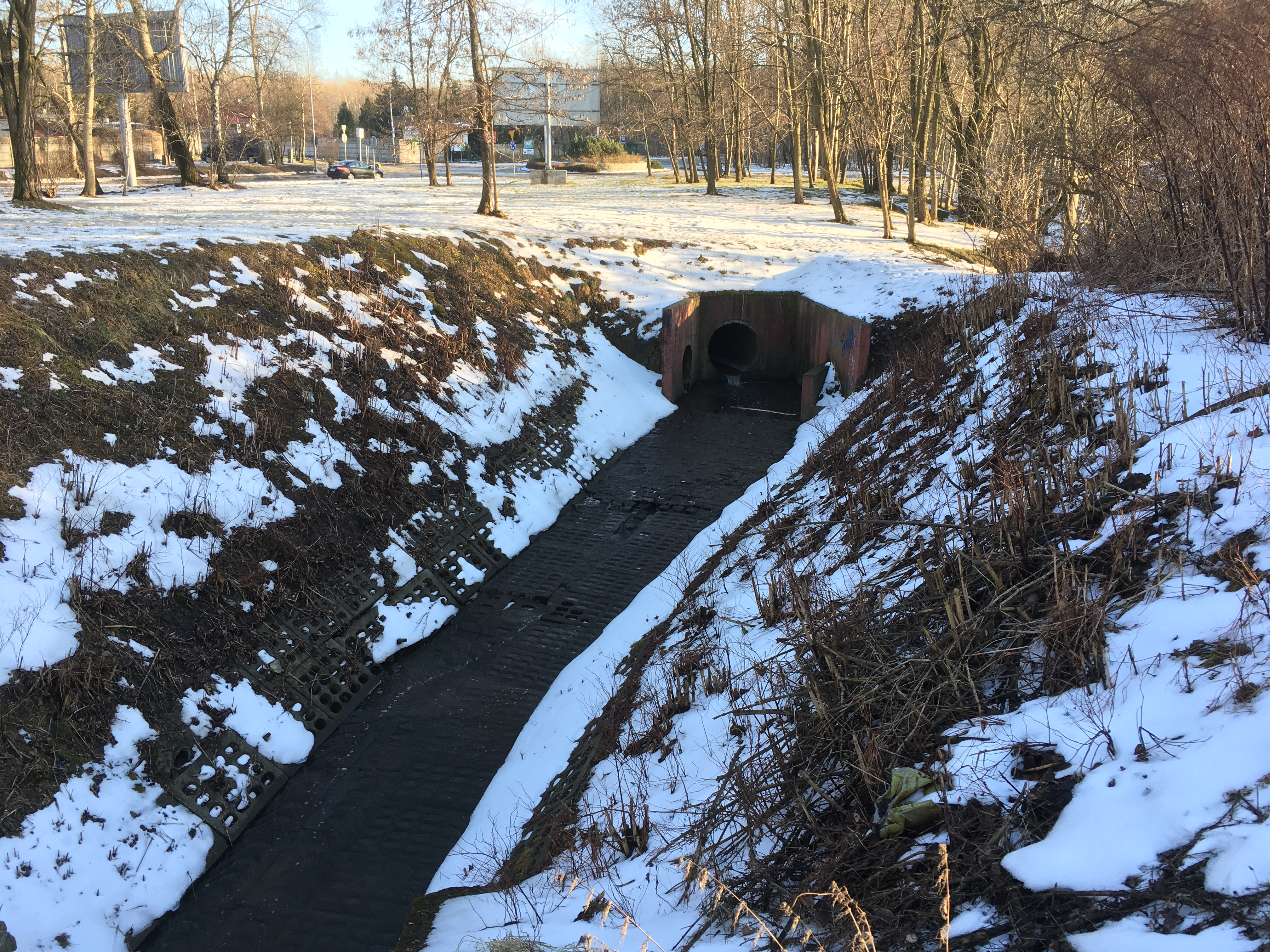
Źródło cieku